# Hrvati u Italiji
Hrvati u Italiji su hrvatska iseljenička zajednica u Italiji. 
Prema procjenama od 31. prosinca 2006., u Italiji je živjelo 21 360 osoba hrvatskog državljanstva.
Stara naseobina Hrvata u pokrajini Moliseu se je znatno smanjila od prije, pa se Hrvati nalaze samo u selima Mundimitru, Štifiliću i Kruču/Živoj Vodi. Nekad su bili u još nekoliko sela (Čirit, Mafalda, San Biase, Palata). Naselja koja su u srednjem vijeku imala značajnu hrvatsku zajednicu bila su Loreto, Fano, po Picenskom polju i Jakinskoj krajini, Recanati, Grottamare, Peschici i dr.
Danas su zajednice u Trstu, Rimu, Padovi, Milanu i još nekim većim talijanskim gradovima.
Hrvati su zabilježeni i u južnoj Italiji, no oni su se u ranijoj povijesti stopili u Talijane: pokrajine Marche, Kampanija, Basilicata, Puglia itd. Njima se više godina bavila Jelka Vince-Pallua. Hrvatima u Italiji se bavi Lovorka Čoralić, koja je objavila više radova o njima, osobito o Hrvatima u Mletcima.
Već u 19. stoljeću počinje potalijančivanje slavenskih prezimena u Italiji. Nakon 1918. godine to se intenzivira, i prije dolaska fašista na vlast. Rujna 1922. Italija je potpisala međunarodnu konvenciju o zaštiti etničkih, jezičnih i vjerskih sloboda nacionalnih manjina, koje se nije držala. Dolaskom fašista na vlast pritisak je još veći. Hrvatska prezimena i toponimi su potalijančeni, uključujući i one na jugu Italije. Još 1863. godine San Vito degli Schiavoni postao je i do danas ostao San Vito dei Normanni, premda su ga Hrvati utemeljili još 963. godine.

## Povijest
U Italiju su doselili kroz nekoliko razdoblja, valova i društvenih sustava.
Papinski hrvatski zavod svetog Jeronima središnja je institucija koja okuplja Hrvate u Rimu.

## Kultura
Udruga Hrvatsko-talijanski mozaik iz Rima održava međunarodni folklorni CRoETnO festival.

## Mediji
- Papinski hrvatski zavod sv. Jeronima tiska Hrvatski rimski adresar.[7]

## Udruge
- Hrvatska rimska zajednica[8]